# Вернадовка (Тамбовская область)
Верна́довка — посёлок в Пичаевском районе Тамбовской области России. 
Административный центр Подъёмского сельсовета.

## География
Расположен на реке Красивка, в 15 км к северо-востоку от райцентра, села Пичаево, и в 91 км к северо-востоку от Тамбова.
На западе примыкает к посёлку совхоза «Подъём», 1-е отделение.

## Население
| 2002 | 2010 |
| ---- | ---- |
| 479  | ↘384 |

Согласно результатам переписи 2002 года, в национальной структуре населения русские составляли 99 % от жителей.

## Инфраструктура
Узловая железнодорожная станция Вернадовка.